# Sorex veraecrucis
Sorex veraecrucis és una espècie de mamífer de la família de les musaranyes (Soricidae) endèmica de Mèxic.